# Nava Argo (constelație)

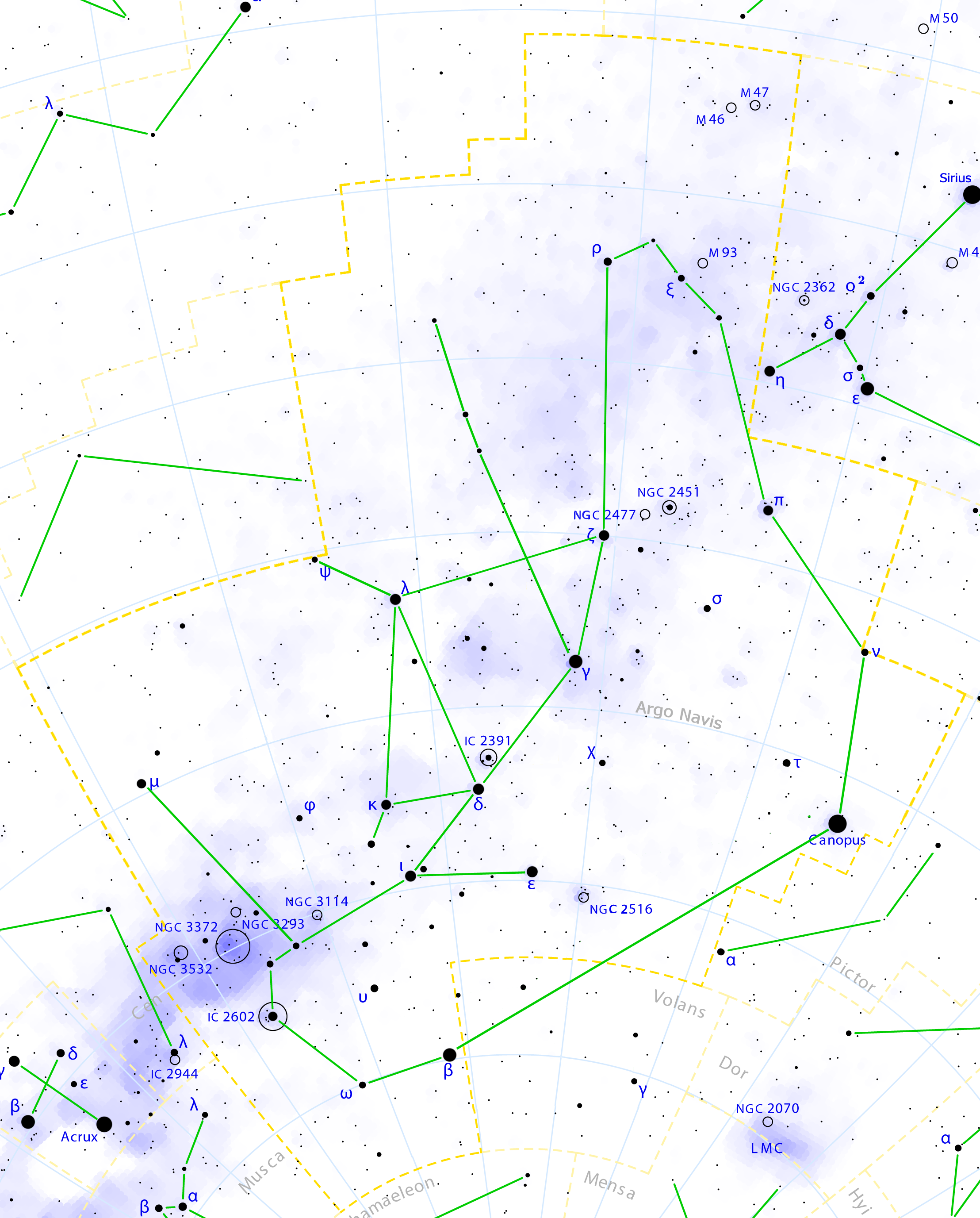
Argo Navis

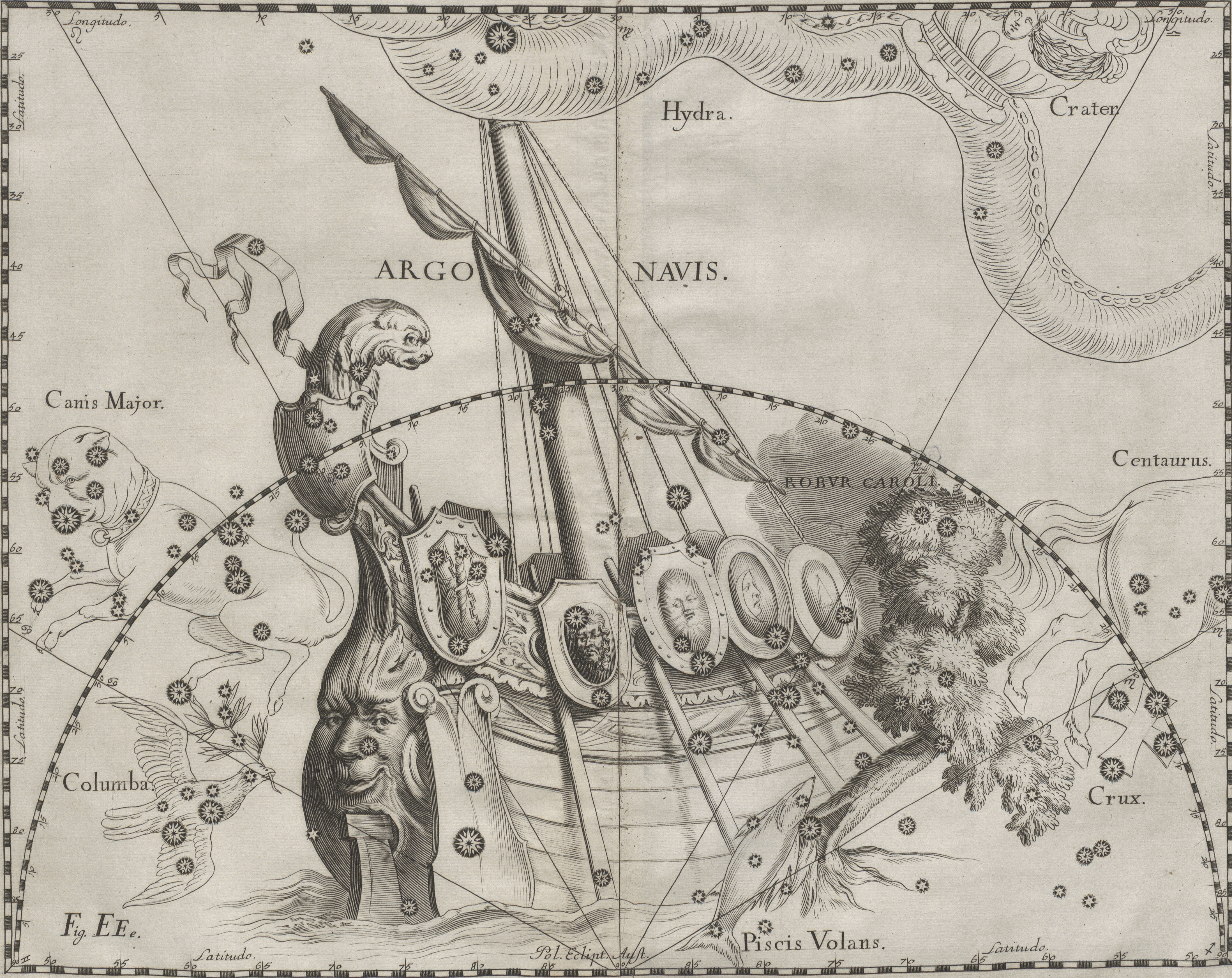
Nava Argo în Uranographia lui Johannes Hevelius

Nava Argo (în latină Argo Navis) era o enormă constelație, printre cele descrise de către Aratos, apoi de către Ptolomeu  (în Almageste). Această constelație ar reprezenta Argo, nava folosită de Iason și de argonauți. 

## Istorie
Din cauza taliei mari a constelației (1884 de grade pătrate), astronomul Nicolas Louis de Lacaille a împărțit-o în anii 1750, în trei constelații mai mici:
- Carena;
- Pupa;
- Velele.
- Apartenența inițială a constelației Busola este disputată.

## Observarea cerului

Vizibilitatea nocturnă a constelaţiei Argo.